# Южное сельское поселение (Краснодарский край)
Южное сельское поселение — муниципальное образование в составе Крымского района Краснодарского края России.
В рамках административно-территориального устройства Краснодарского края ему соответствует Южный сельский округ.
Административный центр — посёлок Южный.

## Население
| 2010  | 2012  | 2013  | 2014  | 2015  | 2016  | 2017  |
| ----- | ----- | ----- | ----- | ----- | ----- | ----- |
| 4219  | ↗4266 | ↗4331 | ↗4365 | ↘4308 | ↗4376 | ↗4418 |
| 2018  | 2019  | 2020  | 2021  | 2023  |       |       |
| ↗4429 | ↗4519 | ↘4513 | ↘4311 | ↗4357 |       |       |

## Населённые пункты
В состав сельского поселения (сельского округа) входят 7 населённых пунктов:
| № | Населённый пункт | Тип населённого пункта | Население (чел.) |
| - | ---------------- | ---------------------- | ---------------- |
| 1 | Весёлый          | хутор                  | ↗251             |
| 2 | Евсеевский       | хутор                  | ↗663             |
| 3 | Красный          | хутор                  | ↗837             |
| 4 | Новотроицкий     | хутор                  | ↘843             |
| 5 | Плавни           | хутор                  | ↗105             |
| 6 | Черноморский     | хутор                  | ↘500             |
| 7 | Южный            | посёлок                | ↗1020            |